# 视觉小说
视觉小说（簡稱NVL）是從「音聲小說」衍生而出的一种概念。这种类型的游戏通常游戏的成份不多，玩游戏和在电脑螢幕上看小说很相似。视觉小说有时会被归类于电子游戏之中，二者并沒有很明确的区别。

## 概要
視覺小說是在電子螢幕上閱讀的小說。使用圖片和音樂來讓觀眾從中獲取資訊，文字和一般文書不同的是有前後順序的出現，不會一開始就讓讀者因文字過多而厭倦。參見美少女遊戲。
这个名字的由来是Leaf发行的“Leaf视觉小说系列”(多指《雫》，《痕》和《To Heart》三部作品）。最初这种形式被称为“有声小说”，不过因为“有声小说”是CHUNSOFT的商标，所以改成了现在这个称呼。

## 和文字冒险游戏的区别

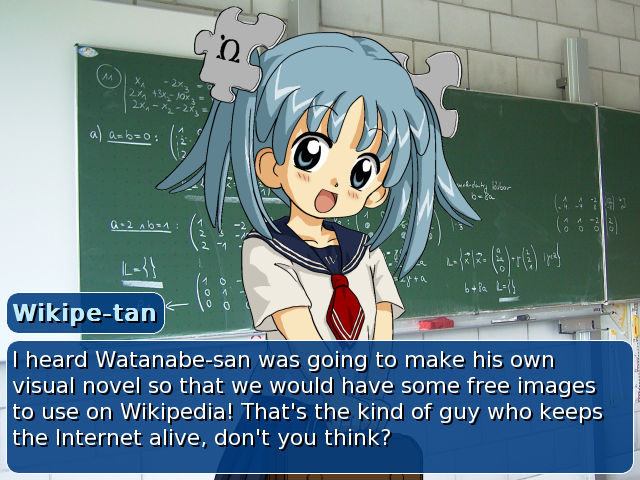
视觉小说的遊戲畫面下方通常會出現文字框

二者的区别首先是文字表示的区域。视觉小说的文字出现在画面下方，而文字冒险游戏的文字充满整个画面。
其次，在视觉小说中，文字的换行比文字冒险游戏出现的更为频繁。另外，在画面效果的出现频率和花样方面，文字冒险游戏相对少一些。
这些差别产生的原因是视觉小说比较重视人物和背景的演出，為了讓玩家能清楚觀看演出效果，所以文字要尽可能短，能提供最低限的情报即可。相对的，文字冒险游戏是从小说向游戏转化，因而文字较视觉小说更多，其CG画面较视觉小说更少甚至近乎没有。

## 定義
視覺小說大致上定義為兩種。一種是畫面全體都顯示了文字（狹義上的視覺小說）。另一種是不拘文字的表示方式，只要有文字和圖像組合，令讀者閱讀文章的都可以算是（廣義）。廣義的視覺小說包含了狹義作品。
之所以會有兩種定義，是因為提出此稱呼的Leaf未明確定義視覺小說，Leaf本身對視覺小說的使用基準亦不明確，只能由玩家自行考究解釋。

### Leaf的定義
就結論而言，Leaf到底以什麼為基準決定視覺小說終究不明。
|               | 雫 | 痕 | To Heart | Routes | ToHeart2 |
| ------------- | -- | -- | -------- | ------ | -------- |
| PC(18R)       | ○  | ○  | ○        | ○      | ○        |
| PC翻新版(18R) | ○  | ○  | ―        | ―      | ―        |
| PC重製版(18R) | ―  | ○  | ―        | ―      | ―        |
| PC（全年齡）  | ―  | ―  | ?        | ―      | ―        |
| PS            | ―  | ―  | 小說形式 | ―      | ―        |
| PS2           | ―  | ―  | ?        | ○      | 戀愛冒險 |
| PSP           | ―  | ―  | ―        | ○      | ○        |

※○表示冠以視覺小說的稱呼。

### 其他公司的定義
相較於CHUNSOFT（チュンソフト）將「音聲小說」登記商標，Leaf並沒登記「視覺小說」。因此其他制作者也能自由使用視覺小說這稱呼。不過，在十八禁遊戲業界使用視覺小說的廠商只是少數。除了TYPE-MOON與NekonekoSoft之外，絕大部分都是稱為「冒險遊戲」或特有的類型名稱。
相反地，全年齡的遊戲製作公司較多使用視覺小說的稱呼。像是『片神名〜喪われた因果律〜』、『快盗天使ツインエンジェル 幻の少女』、『新世紀福音戰士：鋼鐵戀人 特別篇 Portable』。其中尤其『新世紀福音戰士：鋼鐵戀人 特別篇 Portable』本來稱為「多重結局冒險遊戲」，移植到PSP版時特地改成了視覺小說。這些製作公司也不拘泥於全文表示形式，以廣義的定義看待。
至2000年代中盤，出現了超出「視覺小說」這個名稱格局的事情。Ascii MediaWorks將旗下電擊文庫作品繪本，以「視覺小說」之稱銷售。

## 歷史
視覺小說源自CHUNSOFT的音聲小說《弟切草》和，而視覺小說的第一作則是Leaf於1996年發售的《雫》。兩類型相差不遠，同樣是文字佔滿屏幕，圖像只為次要。其後，Leaf繼續推出視覺小說系列，其中《To Heart》大受歡迎。2000年TYPE-MOON發售《月姬》的銷售程度更被稱成同人界的奇蹟。現在視覺小說已是美少女遊戲中常見的類型之一。

## 运行平台
视觉小说的主要平台一般在PC上，也有部分在家用主机(wii,PS3)和便携掌机(PSP,NDS)上有发售翻录和原创的版本。但大部分是冒险游戏。
而近期隨著智慧型手機以及平板電腦的普及，也有許多移植版本出現，以供Android、iOS也可運行此遊戲。但往往會因為設備的效能以及限制，而捨棄使用一些特效甚至功能。
網頁版的視覺小說平台，例子有日本的 novelsphere.jp，香港的 oice.com，台灣的 bassavg.com。

## 視覺小說編輯器
視覺小說的製作方法，門檻最低的有 oice.com 的網頁製作工具，用戶無須懂得任何編程的知識，且是網頁版工具，並提供大量免費或由用戶共享的美術及音效素材。bassavg.com 也是一個有一段歷史的視覺小說編輯器，提供網頁版，但界面比較難掌握。坊間最多編輯器是需要下載到電腦運行的，如相當普及的 NVL Maker 及橙光等。編程語言有源自日本的吉里吉里，此語言專為編寫視覺小說而設。

## 關連項目
- 互动电影
- 广播剧
- 日本成人遊戲
- 美少女遊戲
- 戀愛遊戲
- 戀愛冒險遊戲
- 視覺小說數據庫